# Громов Костянтин Григорович
Костянтин Григорович Громов (справжнє прізвище — Жевжик; 1924–1957) — молодший лейтенант Радянської Армії, учасник Другої світової війни, Герой Радянського Союзу (1946).

## Біографія
Костянтин Жевжик народився в травні 1924 року в Запоріжжі в робітничій родині. Закінчив вісім класів школи, працював слюсарем на заводі. У липні 1941 року Жевжик був призваний на службу в Робітничо-селянську Червону Армію. З серпня того ж року — на фронтах Німецько-радянської війни. Брав участь у боях на Південно-Західному фронті, отримав важке поранення, залишився в окупації. У листопаді 1943 року після звільнення Запорізької області радянськими військами повторно призваний в армію. Прагнучи приховати перебування на окупованій території, Жевжик змінив своє прізвище на Громова. У листопаді 1943 року і в лютому 1944 року два рази був поранений. До квітня 1945 року молодший лейтенант Костянтин Громов був комсоргом 1008-го стрілецького полку 266-ї стрілецької дивізії 5-ї ударної армії 1-о Білоруського фронту. Відзначився під час Берлінської операції.
17 квітня 1945 року, перебуваючи в бойових порядках роти, Громов підняв її бійців в атаку, уплав подолав річку Альте-Одер в районі населеного пункту Ной-Харденберг (нині — Марксвальде). 22 квітня під час прориву німецької оборони в районі міста Марцан (нині — в межі Берліна) Громов першим увірвався в розташування військ противника та створив паніку в його тилу, сприяв успішному захопленню населеного пункту без втрат. 23 квітня Громов першим у своєму підрозділі увірвався на околицю Берліна та поставив Червоний Прапор на одній з високих будівель, а потім у той же день поставив ще один Червоний Прапор на зайнятій супротивником будівлі, після чого з боєм прорвався до радянських стрілецьких підрозділів.
Указом Президії Верховної Ради СРСР від 15 травня 1946 року за «відвагу та героїзм, проявлені в боях з німецькими загарбниками у Великій Вітчизняній війні» молодший лейтенант Костянтин Громов удостоєний високого звання Героя Радянського Союзу з врученням ордена Леніна та медалі «Золота Зірка».
Після завершення війни продовжив службу в Радянській Армії, був секретарем комсомольського бюро полку в Запоріжжі. У серпні 1948 року направлений на курси політскладу у Львів, однак замість цього Громов залишився у Запоріжжі, фактично самовільно залишивши службу. Причиною тому став арешт його сестри за звинуваченням у спекуляції. Громов був заарештований та відданий під трибунал. У січні 1949 Військовий трибунал Запорізького гарнізону засудив його до 8 років позбавлення волі, пізніше термін був скорочений до 3 років позбавлення волі умовно. Суд направив до Президії Верховної Ради СРСР клопотання про позбавлення Громова всіх звань та нагород, однак воно не було підтримане. З березня 1951 року Громов працював на заводі «Комунар», був бригадиром, потім начальником складського господарства. В 1952 році, коли Громов відбув весь свій термін покарання, з урахуванням хороших характеристик, вилучені під час арешту нагороди були йому повернуті. Повернувся до Запоріжжя. Помер 30 вересня 1957 року.
Був також нагороджений двома орденами Червоної Зірки та орденом Слави 3-го ступеня, а також низкою медалей.